# 1977
Cette page concerne l'année 1977 (MCMLXXVII en chiffres romains) du calendrier grégorien.
L'année 1977 est une année commune qui commence un samedi.

## En bref
- 18 - 19 janvier : Devant l'alourdissement de la dette publique et sous influence du FMI, le président égyptien Anouar el Sadate supprime les subventions gouvernementales sur les produits de première nécessité, provoquant une augmentation de 50 % des produits alimentaires, notamment le pain. La population égyptienne manifeste violemment son refus de la décision présidentielle : les "émeutes du pain"  touchent les principales villes du pays et occasionnent de nombreux dégâts matériels. Le gouvernement répond par la répression en déployant l'armée dans les rues. Les militaires tirent alors sur la foule, provoquant plus de 70 morts[1] et des milliers de blessés.
- 23 juillet : début de la guerre de l’Ogaden.
- 7 septembre : traités Torrijos-Carter.
- 28 octobre : le chancelier allemand Helmut Schmidt dénonce le déploiement de SS-20 soviétiques en Europe de l’Est ; début de la crise des euromissiles.

## Relations internationales
- 7–8 mai : sommet du G7 à Londres[2].

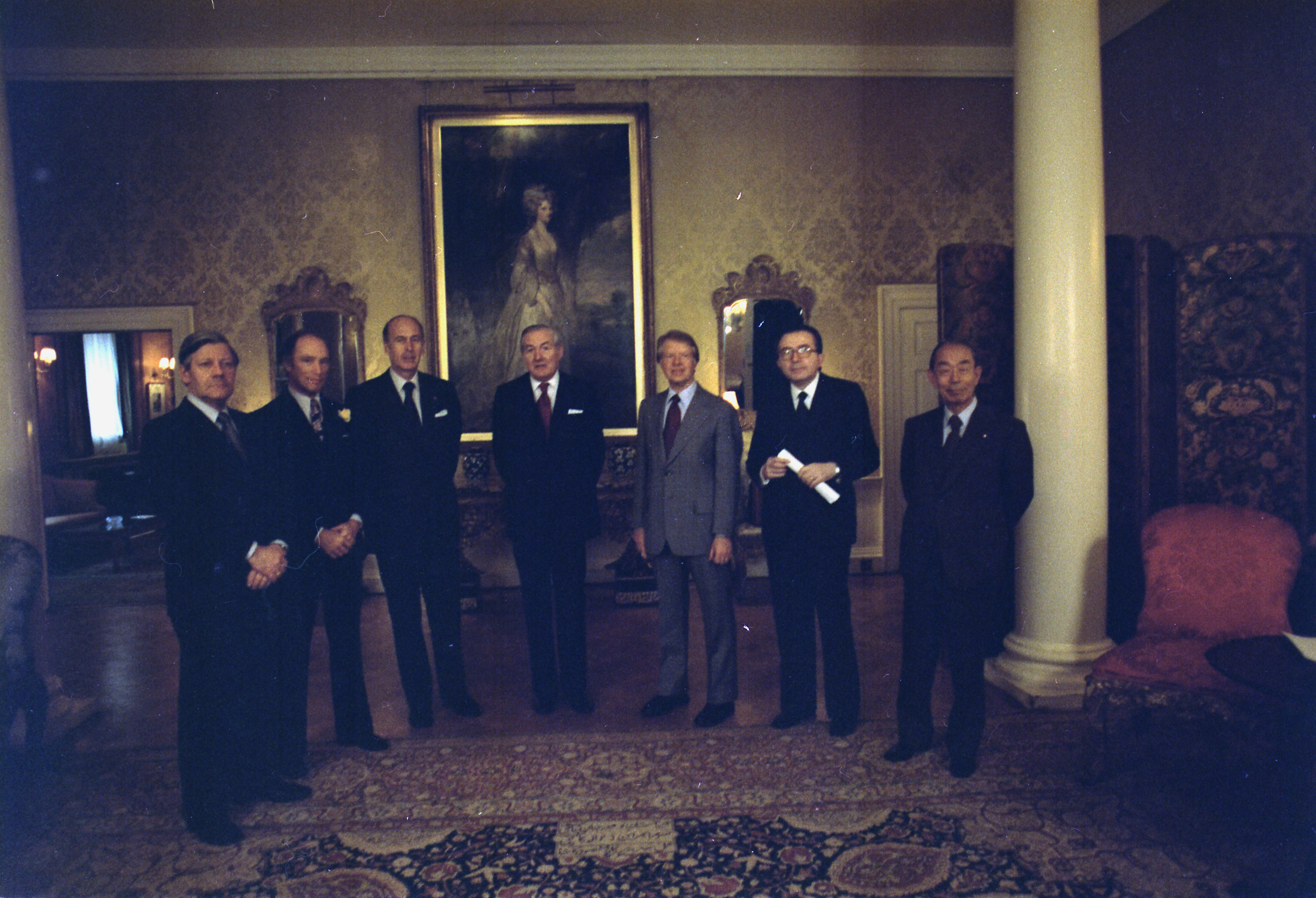
7–8 mai : le G7 à Londres

- 10–11 mai : sommet de l’OTAN à Londres. Jimmy Carter préconise l’élaboration d’un programme à long terme sur la modernisation des armements et demande aux pays membres de porter leur budget de défense à 3 % du PIB[3].
- 18 mai : signature à Genève de la convention ENMOD sur l’interdiction de la manipulation de l’environnement à des fins militaires, entrée en vigueur le 5 octobre 1978[4].

- 10 octobre : le prix Nobel de la paix est attribué à Amnesty International[5].

## Événements

### Afrique
- 16 janvier : échec de la tentative de coup d’État au Bénin menée par Bob Dénard.
- 30 janvier : libération de Françoise Claustre détenue deux ans dans le Tibesti (Tchad)[6].

- 5 février : création officielle du Parti de la Révolution en Tanzanie (Chama cha Mapinduzi)[7].

- 3 février : Tafari Benti est assassiné avec sept autres membres du Derg lors d’un coup d’État en Éthiopie. Le colonel Mengistu prend le pouvoir le 11 février[8].

- 7 février : grève des élèves et étudiants de Bamako pour protester contre la mise en place d’un concours d’entrée pour accéder à l’enseignement supérieur. Malgré un accord passé le 9 février entre l’Union nationale des élèves et étudiants du Mali (UNEEM) et la junte militaire au pouvoir (CMLN), l’agitation estudiantine continue jusqu’à la fin du mois de mai[9].
- 11 - 13 février : visite officielle de Valéry Giscard d’Estaing au Mali[10].

- 2 mars : publication en Libye de la Déclaration sur l’avènement du Pouvoir du Peuple, par laquelle le Colonel Kadhafi fait officiellement du pays une Jamahiriya, soit un « État des masses », théoriquement gouverné via un système de démocratie directe[11].

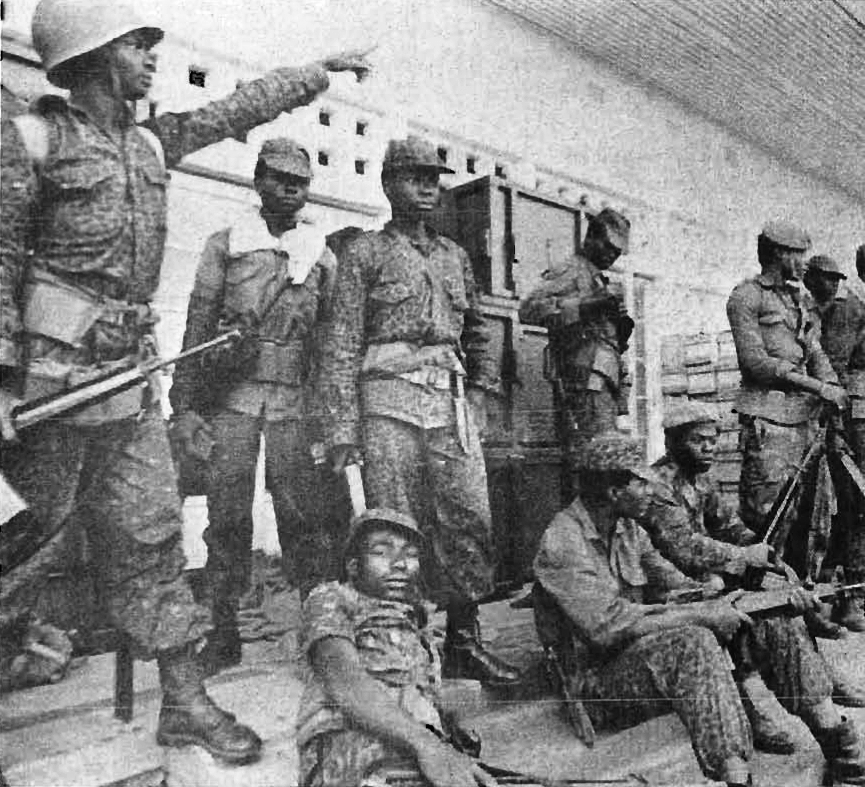
Les troupes zaïroises au Shaba en avril 1977.

- 8 mars - 26 mai : première « guerre du Shaba » au Zaïre[12]. Le 8 mars, des rebelles du FNLC, partis d’Angola envahissent le Shaba (ancien Katanga). Le 2 avril, Mobutu accuse les troupes cubaines et demande une aide extérieure ; le 10 avril l’armée zaïroise reçoit l’aide d’un contingent de 1500 soldats marocains transportés par des avions français pour lutter contre les rebelles[13].

- 12 - 30 mars : voyage de Fidel Castro en Libye, Somalie, Éthiopie, Tanzanie, Mozambique, Angola[12].
- 18 mars : un comité militaire prend le pouvoir en République populaire du Congo après l’assassinat du président Marien Ngouabi (fin de 5 février 1979). Le 3 avril, Joachim Yhombi-Opango est nommé président de la République populaire du Congo. Le 5 avril, il promulgue un Acte fondamental qui réaffirme le caractère marxiste-léniniste du régime[14],[15]. Le Congo-Brazzaville se rapproche de l’Union soviétique.
- 31 mars : traité d’amitié et de coopération entre le Mozambique et l’Union soviétique[12]. Le Mozambique, dirigé par le Front de libération du Mozambique, se rapproche de l’Union soviétique et coupe les liens économiques avec l’Afrique du Sud et la Rhodésie.

- 14 avril : le colonel Mengistu lance la terreur rouge en Éthiopie lors d’un discours sur la place de la Révolution à Addis-Abeba[16].
- 26 avril : la Constitution de la Tanzanie entre en vigueur[7].
- 27 avril : devant l’orientation marxiste prise par le régime éthiopien, les États-Unis suspendent toutes les livraisons d’armes à Addis-Abeba. Ils sont aussitôt remplacés par l’Union soviétique ; en réaction, la Somalie expulse les conseillers militaires soviétiques [7].

- 6 mai : opération du RENAMO contre le camp de rééducation de Sakuzi, près de Gorongosa au Mozambique[17]. 75 prisonniers sont libérés et emmenés en Rhodésie pour se joindre au RENAMO[18]. Début de la guerre civile du Mozambique entre le RENAMO dirigé par André Matsangaissa (en) et le FRELIMO (fin en 1992).
- 28 mai-2 juin : opération Aztec, raid motorisé des forces spéciales rhodésiennes contre des implantations du ZANU/ZANLA au Mozambique[19].

- 2 juin : le Front de libération de la Somalie occidentale, soutenu par la Somalie, coupe le chemin de fer Djibouti-Addis-Abeba[7].
- 2 et 21 juin : élections législatives marocaines[20].
- 5 juin : coup d’État aux Seychelles. Le Premier ministre France-Albert René s’empare du pouvoir alors que le président James Mancham assiste à la conférence du Commonwealth à Londres[21].
- 10 juin : au Mali, la Cour de sûreté de l’État condamne à mort 7 sous-officiers et soldats et 5 nomades accusés d’« avoir tenté un coup d’État en 1976 »[10].
- 27 juin : indépendance de Djibouti[12]. Des lois constitutionnelles sont promulguées. L'armée française maintient une base militaire sur place.

- 20 juillet : remaniement ministériel en Côte d’Ivoire. Neuf ministres sont évincés, dont des « Barons » du régime comme Arsène Usher Assouan, Henri Konan Bédié, Mohammed Diawara et Abdoulaye Sawadogo. Dans son discours sur « l’esprit de juillet », Houphouët-Boigny appelle à instaurer l’austérité politique et à combattre la corruption[22].
- 21-24 juillet : accrochages armés à la frontière égypto-libyenne[23].

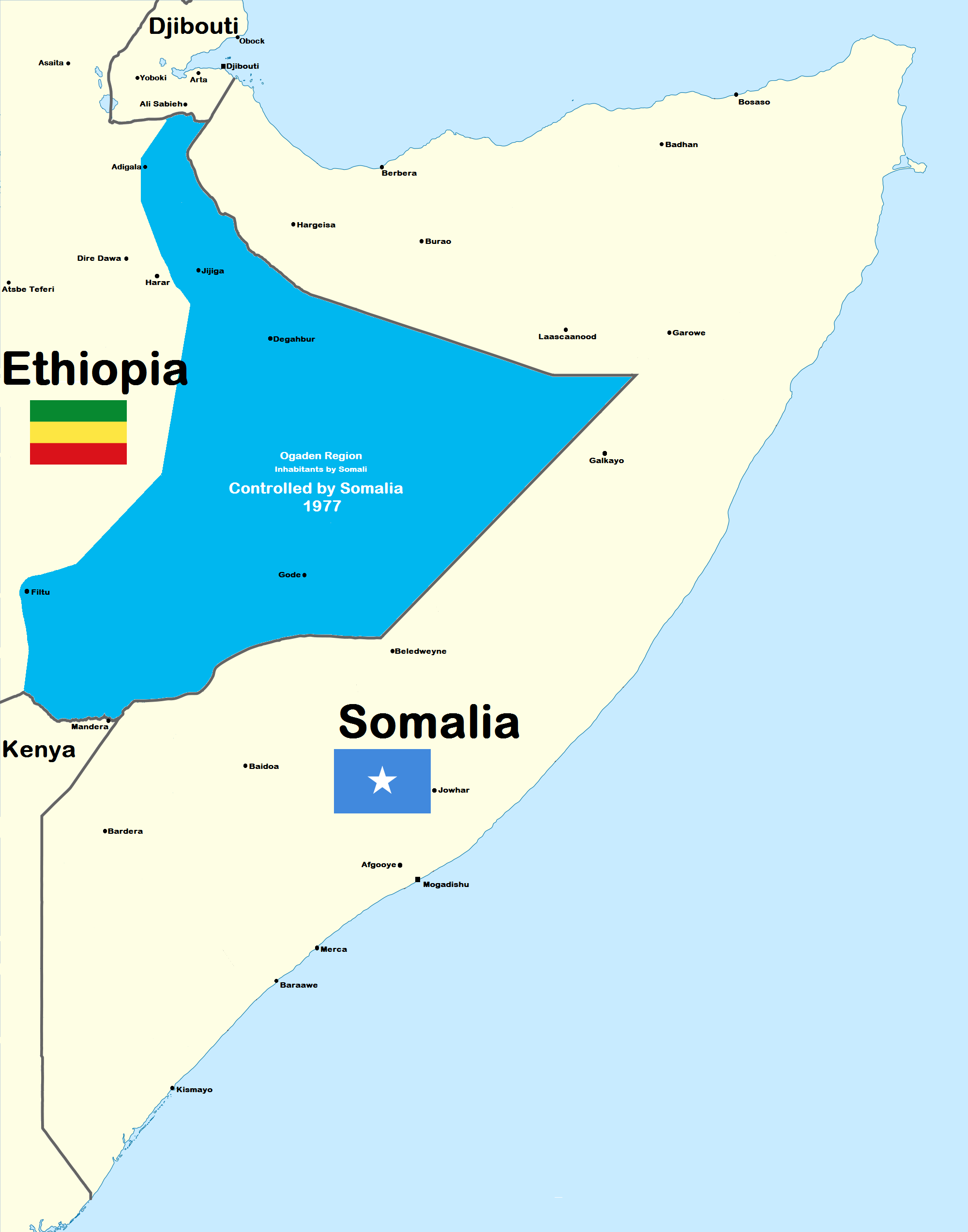
Le territoire éthiopien occupé par la Somalie en 1977.

- 23 juillet : début de la guerre de l’Ogaden. La Somalie appuie la revendication des nomades pasteurs somaliens de l’Ogaden qui refusent le tracé arbitraire de la frontière héritée du colonialisme italien et anglais. Elle envoie des troupes qui avancent jusqu’à Jijiga sans rencontrer de résistance[24]. L’Union soviétique ayant décidé de défendre son nouvel allié éthiopien, la Somalie expulse les 6 000 experts soviétiques qui séjournent sur son territoire et récupère la base de Berbera qu’elle concède aux États-Unis. Moscou compense cette perte en étendant son influence en Éthiopie ; grâce à son aide militaire et aux soldats cubains, Addis-Abeba a l’avantage (1977-1978, 1980). La Somalie, battue, sombre dans la guerre civile.

- 26 août : la République populaire du Bénin adopte sa nouvelle loi fondamentale[25].

- 7 septembre : rupture des relations diplomatiques entre l’Éthiopie et la Somalie[7].
- 12 septembre : mort à la suite de tortures infligées en détention du militant anti-apartheid Steve Biko[26].

- 13 novembre : rupture des relations diplomatiques de la Somalie avec Cuba et l’Union soviétique[12].
- 23 novembre : échec d’une attaque somalienne sur Harar[13].
- 30 novembre : huitième victoire consécutive du parti national aux élections générales sud-africaines. John Vorster reste premier ministre[27].

- 4 décembre : à Bangui, sacre de l’empereur de Centrafrique, Bokassa Ier[28]. Le dictateur a érigé la peur en système de gouvernement depuis 1966. Cette cérémonie fastueuse a coûté au pays environ 20 millions de dollars et plus de cinq mille invités y ont participé, mais aucun chef d’État. La France était représentée par son ministre de la coopération. Revêtu de sa grande tenue de maréchal, copie de celle que portait le Maréchal Ney lors du sacre de Napoléon Ier, le nouvel empereur auto-proclamé, qui s’était accordé le titre de président à vie en 1972, atteint ce jour-là le sommet de son délire mégalomane.
- 6 décembre : indépendance du bantoustan du Bophuthatswana, non reconnue par la communauté internationale[29].

### Amérique
- 14-17 février : visite du président du Mexique José López Portillo à Washington[30]. Il resserre les liens avec les États-Unis et le 28 mars rétablit des relations diplomatiques avec l’Espagne[31].
- 18 février : sentence rendue par le tribunal arbitral institué par la reine Élisabeth II dans le différend entre l’Argentine et le Chili au sujet de la région du canal de Beagle ; après son rejet par le gouvernement argentin, l’Argentine et le Chili sollicitent le 8 janvier 1979 la médiation du Saint-Siège[32].
- 28 février : à San Salvador, à la suite d'une fraude électorale, l’armée réprime brutalement une manifestation : plus de 200 personnes sont tuées[33].
- 8 mars :  les Nations unies officialisent la journée internationale des droits de la femme.

- 11 mars : le Brésil dénonce l’accord militaire conclu avec les États-Unis en mars 1952 du fait du lien établi par Washington entre assistance militaire et respect des droits de l’homme[12].

- 14 avril : dans un discours à l’OEA, Jimmy Carter annonce la signature par les États-Unis de la convention américaine sur les droits de l’homme et du traité de Tlatelolco interdisant le stationnement d’armes nucléaires en Amérique latine[34].

- 9 juillet, Chili : Pinochet annonce le plan Chacarillas[35] ; un projet de Constitution est rédigé pour répondre aux pressions internationales (Carter) et à celle de l’Église catholique. Il prévoit un processus d’institutionnalisation sur la période 1978-1985 avec pour objectif le transfert du pouvoir au civil dans le cadre d’une démocratie contrôlée par les militaires. Ce plan ne sera jamais adopté[36].
- 19 juillet : une grève générale paralyse le Pérou ; le dictateur Morales fait arrêter plus de 700 dirigeants syndicaux. Le pouvoir se heurte à une agitation sociale croissante provoquée par une baisse du niveau de vie des Péruviens. La répression employée ne fait que nourrir le mécontentement. Soumis à la pression de la rue et des organisations financières internationales, devant faire face à des divisions au sein de l’armée, pressé par le président Carter, le dictateur annonce le 28 juillet son intention d’engager une transition vers la démocratie[36].

7 septembre : traités Torrijos-Carter.

- 7 septembre : accords Carter-Torrijos, qui abolissent le traité inégal de 1903 entre les États-Unis et Panama et prévoient un transfert progressif des responsabilités du canal de Panama jusqu’à la fin 1999. les États-Unis obtiennent le droit unilatéral de défendre la voie d’eau. Le Sénat des États-Unis fait rajouter, lors du vote de ratification (18 avril 1978), une clause précisant que si les Américains renoncent au droit d’intervention dans les affaires intérieures de Panama, ils se réservent le droit de rouvrir le canal, au besoin par la force, au cas où il serait fermé par suite de troubles[37]. Les accords sont accueillis triomphalement à Panama et dans toute l’Amérique latine.

- 4 octobre : le dictateur Morales annonce le plan Túpac Amaru au Pérou[38], destiné à renforcer une « démocratie sociale pleinement participative ». Il signifie un retour en arrière dans le sens de l’austérité économique et des conditions favorables aux investissements étrangers[36].
- 18 octobre : la répression de la grève de la raffinerie de sucre AZTRA en Équateur faut une centaine de morts[39].

- 9 novembre : le président bolivien Banzer engage une ouverture politique, et des élections sont programmées pour juillet 1978[40].
- 25 novembre : « Loi de défense et garantie de l’ordre public » au Salvador (abrogée en février 1979) qui permet au gouvernement de mener une campagne de répression contre toute contestation et contre l’Église, ce qui affecte ses relations avec les États-Unis qui suspendent leur assistance militaire[41].
- 9 novembre : en Bolivie, les pressions du président Jimmy Carter et de tous les secteurs sociaux contraignent le général Banzer à chercher une issue politique ; il annonce que des élections générales auront lieu le 9 juillet 1978[42],[43].

- 8 décembre : enlèvement d’Alice Domon à Buenos Aires avec 11 autres membres du Mouvement des mères de la place de Mai. Léonie Duquet est enlevée deux jours plus tard[44].
- 25 décembre : le quotidien brésilien Folha de S.Paulo  publie un rapport confidentiel remis au général Videla par le secrétaire d’État nord-américain Cyrus Vance qui fait état de près de six mille exécutions sommaires et douze mille à dix-sept mille prisonniers politiques incarcérés en Argentine pendant les premiers 18 mois de la dictature[45].
- 28 décembre, Bolivie : des femmes de mineurs emprisonnés commencent une grève de la faim pour réclamer la libération des prisonniers politiques. Le mouvement prend rapidement de l’ampleur, remettant en question le contrôle du régime sur le mouvement syndical[43]. Il cède après 22 jours de grève et annonce des élections pour juillet 1978[46].

### Asie et Pacifique
- 14 février : nouvelle constitution en Afghanistan. Mohammed Daoud Khan est élu au poste tout-puissant de président[47].

- 7 mars : au Pakistan, le Parti du peuple pakistanais remporte les élections législatives avec 58 % des voix face à une alliance de partis politiques religieux. Zulfikar Ali Bhutto est conforté dans sa place de Premier ministre et forme un gouvernement réorganisé le 30 mars[48].
- 16-20 mars : échec électoral[49] et démission d’Indira Gandhi en Inde. Le Janata Party (parti du peuple), coalition hétéroclite de conservateurs prend le pouvoir après sa victoire aux élections générales. Le Premier ministre Morarji Desai, Président du Congress Organization, rétablit la démocratie. Il annonce sa volonté de rompre avec la ligne du Congrès : décentraliser, rétablir les libertés fondamentales, renouer avec le véritable non-alignement. La famille Gandhi fait l’objet d’attaques pour des affaires de malversations diverses, excès de pouvoir, népotisme, etc. Charan Singh, ministre de l’Intérieur, réclame un procès : les agents du CBI (Central Bureau of Investigation) arrêtent Indira Gandhi et la conduisent en prison. Cet épisode contribue à en faire une victime aux yeux de l’opinion, d’autant qu’elle décide d’agir en faveur des plus défavorisés.
- 19 mars-2 avril : élections législatives fidjiennes[50].

- 30 avril : à l’occasion du deuxième anniversaire de la réunification du Vietnam, les Khmers rouges, appuyés par de l’artillerie lourde et des mortiers, pénètrent d’une dizaine de kilomètres à l’intérieur de la province frontalière de Châu dôc[51].

- 29 mai : fondation à Birmingham du Front de libération du Jammu-Cachemire (Jammu Kashmir Liberation Front (en)).

- 30 juin : dissolution de l’Organisation du traité de l’Asie du Sud-Est (OTASE), après la fin de la guerre du Viêt Nam[52].

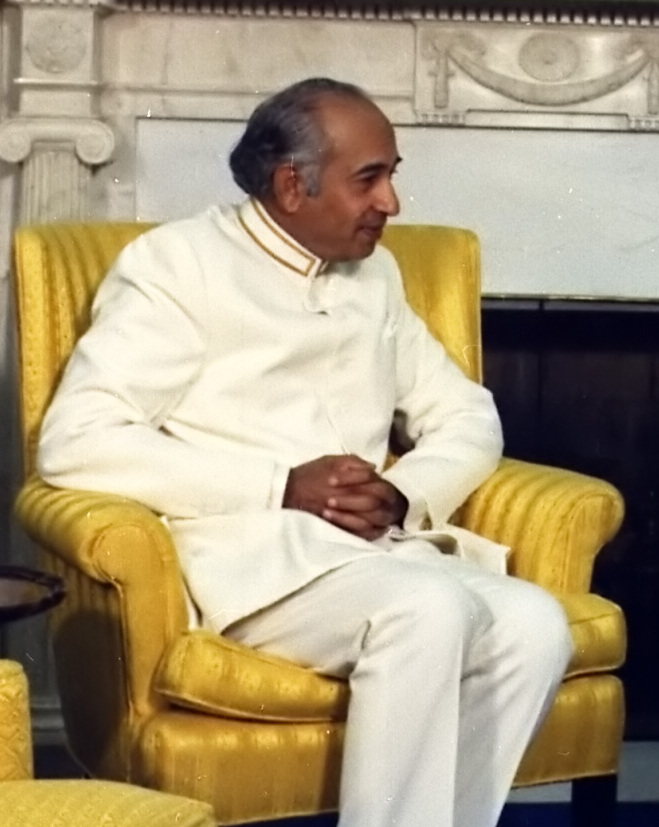
Zulfikar Ali Bhutto, Premier ministre du Pakistan, renversé en 1977.

- 5 juillet : le Premier ministre pakistanais Zulfikar Ali Bhutto est renversé par un coup d’État militaire et emprisonné ; la loi martiale est proclamée et les élections sont annoncées pour octobre. Le 6 juillet le général Zia Ul Haq, administrateur de la loi martiale, suspend la constitution[48].

- 16-21 juillet : Deng Xiaoping est réhabilité à l’issue du troisième Plénum du dixième Comité central du Parti communiste chinois[53].
- 18 juillet : des accords frontaliers et un traité d’amitié et de coopération pour une durée de vingt-cinq ans sont signés à Vientiane entre le Laos et le Viêt Nam[54].

- 12-18 août : XIe Congrès national du Parti communiste chinois. Avec son slogan « Rechercher la vérité à partir des faits », Deng Xiaoping s’oppose au dogmatisme maoïste de Hua Guofeng[53]. Le Congrès s’achève par l’élection d’un nouveau Comité central, qui désigne le 19 août le 11e Politburo du Parti communiste chinois[55]. La présidence de Hua Guofeng est confirmée. Il est assisté par Li Xiannian, Wang Dongxing et Deng Xiaoping qui récupère les postes dont il avait été chassé un an plus tôt. Le Congrès marque officiellement la fin de la révolution culturelle[56].

- 3 septembre : l’ancien Premier ministre pakistanais Ali Bhutto, relâché le 28 juillet, est a nouveau arrêté en raison de sa participation supposée au meurtre en 1974 de l’opposant Ahmed Raza Kasuri. Il est condamné à mort le 18 mars 1978 par la Haute Cour de Lahore mais fait appel. Il est pendu dans la prison de Rawalpindi le 4 avril 1979[48].
- 20 septembre : adhésion du Viêt Nam à l’ONU[57].
- 24 septembre : les Khmers rouges, qui contestent la frontière de l’ancienne Cochinchine, lancent une offensive militaire contre le Viêt Nam dans la province de Tây Ninh ; plus de mille civils vietnamiens sont tués dans la zone entre le 24 septembre et fin novembre[51]. Les Khmers rouges s’en prennent aux Vietnamiens résidant au Cambodge. Après avoir demandé vainement la médiation de la Chine, le Viêt Nam réplique et le 25 décembre, les blindés de l’armée vietnamienne entrent au Kampuchéa démocratique[58].

- 1er octobre : au Pakistan, les élections annoncées le 1er août pour le 18 octobre; sont ajournées sine die par le général Zia Ul Haq[48].
- 18 octobre : élections fédérales australiennes[59].
- 20 octobre : le gouvernement thaïlandais de Tanin Kraivixien est renversé par l’amiral Sangad Chaloryu (en) et son groupe. Le 11 novembre Sangad instaure un nouveau cabinet dirigé par le général Kriangsak Chomanan[60] pour essayer de panser les divisions de la société thaïlandaise et améliorer les relations avec les régimes communistes des pays voisins.

- 12 novembre : élections législatives nauruanes[61].
- 23 novembre : le Pathet Lao ses alliés vietnamiens lancent une offensive massive contre la résistance anticommuniste des Hmongs du Laos. Plus de 30 000 soldats communistes appuyés par l’aviation attaquent la région montagneuse entre Luang Prabang et Vientiane en utilisant du napalm et de la pluie jaune, un agent chimique très mortel. Bilan : 13 000 morts, 800 blessés et plus de 5 000 prisonniers parmi les montagnards selon les services de renseignement thaïlandais. Plusieurs dizaines de milliers de réfugiés s’enfuient vers la Thaïlande[62].

- 4 décembre : détournement et crash du vol 653 Malaysia Airlines System[63].
- 31 décembre : rupture des relations diplomatiques entre le Viêt Nam et le Kampuchéa démocratique[64].

### Proche-Orient
- 7 janvier : arrestation à Paris de Mohammed Daoud Odeh, dit Abou Daoud, un activiste palestinien soupçonné d’avoir participé à la prise d’otages et à l’assassinat d’athlètes israéliens aux Jeux olympiques de Munich de 1972. Bien que la RFA et Israël réclament son extradition, il est expulsé vers Alger le 11 janvier par décision de la chambre d’accusation de la cour d’appel de Paris[65].

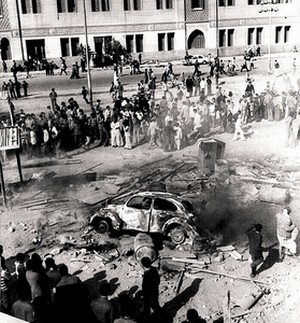
18 janvier : émeutes du pain au Caire.

- 18 janvier : violentes émeutes en Égypte pour protester contre l’augmentation du prix des denrées alimentaires (+ 50 % pour le pain, + 67 % pour la farine)[66], à la suite de la réduction des subventions sur les produits de base décidée par le président égyptien Anouar el-Sadate sous la pression du FMI[67]. Les émeutiers s’en prennent aux bâtiments administratifs, aux postes de police ainsi qu’a certains symboles du pouvoir dans plusieurs villes. Le gouvernement mobilise alors l’armée. Des unités blindés se déploient très rapidement dans les rues des grandes villes. L’armée tire sur la foule au Caire et à Alexandrie. 160 personnes sont tuées et 600 blessées. On compte plusieurs milliers d’arrestations à travers le pays.

- 11 février : alors que Jimmy Carter relance les pourparlers de paix, le ministre des Affaires étrangères israélien Yigal Allon annonce qu’il refuse tout entretien avec l’OLP[68].

- 16 mars :
  - à Clinton, dans le Massachusetts, Jimmy Carter répond à Israël que la question palestinienne doit être résolue et que les réfugiés doivent avoir une terre (homeland)[69]. Réuni au Caire, entre le 12 et le 20 mars, le XIIIe CNP examine la question de la participation de l’OLP à la conférence de Genève. Le refus de la résolution 242 est rappelé. Toutefois l’OLP affirme son intention d’être à Genève et laisse entendre qu’elle pourrait envisager la création d’un État palestinien dans les territoires occupés, signifiant l’acceptation d’une coexistence possible avec Israël[70].
  - Liban : assassinat de Kamal Joumblatt. Son fils Walid le remplace à la tête de la communauté druze[68]. Le Mouvement national se désagrège au profit de l’OLP, seule organisation capable de mettre sur pied une administration semblable à celle du secteur chrétien. Israël soutient les milices chrétiennes au Liban Sud et en mars 1978 établit une ligne rouge (le fleuve Litani) que les Syriens ne doivent pas franchir.
- 1er mai : Massacre de la place Taksim à Istanbul (Turquie). Des snipers appartenant à la milice d'extrême-droite des Loups gris tirent sur la foule de 500 000 personnes fêtant le 1er mai. On compte 38 morts et plusieurs centaines de blessés[71]..

- 3-4 mai : conversations de Prague entre l’OLP et le Parti communiste israélien (Rakah)[70].

- 17 mai : Menahem Begin arrive au pouvoir en Israël. Il accepte le principe de la conférence de Genève mais refuse la participation des Palestiniens. Le Likoud au pouvoir n’entend céder aucune conquête aux Palestiniens en vue de réaliser un « Grand Israël »[70].

- 29 juin : le sommet du Conseil européen réuni à Londres déclare que les « Neuf » sont « convaincus qu’une solution du conflit au Proche-Orient ne sera possible que si le droit légitime du peuple palestinien à donner une expression effective à son identité nationale se trouve traduit dans la réalité, ce qui tiendrait compte de la nécessité d’une patrie pour le peuple palestinien »[70].

- 14 août : extension de la législation israélienne à la Cisjordanie et à la bande de Gaza[72].
- 1er octobre : un communiqué américano-soviétique appelle à la tenue de la conférence de Genève, au retrait des forces israéliennes des territoires occupés en 1967, au respect des droits légitime des Palestiniens[70]. Carter doit reconnaître un droit de veto à Israël sur la participation des Palestiniens à la conférence.
- 9 novembre : Anouar el-Sadate déclare devant l’assemblée nationale égyptienne qu’il est prêt à se rendre en Israël pour négocier la paix[73].

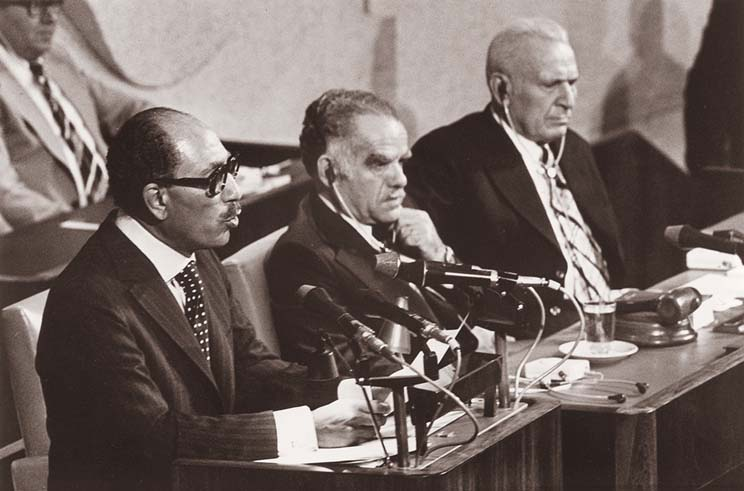
20 novembre : discours de Sadate devant la Knesset.

- 19-21 novembre : visite historique de Anouar el-Sadate en Israël, à Jérusalem, il prononce un discours à la Knesset[70]. Il y réaffirme son désir de paix et le droit des Palestiniens. Cette visite reconnaît de facto l’État d’Israël, ce qui entraîne l’hostilité des autres pays arabes.

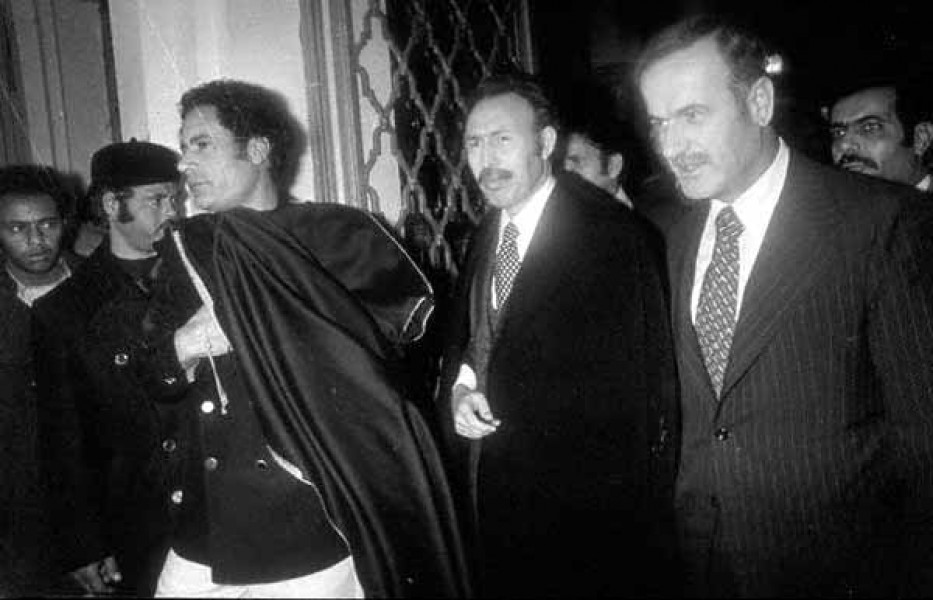
Kadhafi, Boumediene et Hafez el-Assad au sommet arabe de Tripoli.

- 1er-5 décembre : au sommet arabe de Tripoli, le front du refus palestinien et l’Irak s’opposent à la Syrie et à l’OLP qui souhaitent un règlement négocié avec Israël[70]. Les participants gèlent leurs relations avec l’Égypte, qui obtient le soutien de Jimmy Carter.
- 2-3 décembre : deuxième rencontre confidentielle, entre le Ministre de la Défense d’Israël Moshe Dayan et le Premier ministre égyptien Hassan Tuhami (en) au palais royal de Marrakech au Maroc ; Israël fait connaître ses propositions : évacuation du Sinaï, maintien des colons sous la protection de l’ONU et d’Israël, report de toute discussion sur les territoires occupés. Le 14 décembre s’ouvre la première conférence égypto-israélienne à l’hôtel Mena House, au pied des Pyramides, sans résultat[74]. Le 25 décembre, une rencontre entre Sadate et Begin à Ismaïlia aboutit à une impasse[75].

### Europe
- 1er janvier :
  - manifeste de la « Charte 77 » en République socialiste tchécoslovaque[76], signé par 242 dissidents parmi lesquels Václav Havel, suivis par six cents personnes à la fin de l’année, mille deux cents en 1980 (intellectuels, hommes d’Église, ouvriers, etc.)[77]. Elle accuse le gouvernement de Gustáv Husák de graves violations envers les droits de l’homme. Elle ne parvient pas à infléchir la politique du gouvernement particulièrement hostile à toute évolution.
  - entrée en vigueur en Belgique de la loi du 30 décembre 1975, qui réduit le nombre de communes que compte la Belgique depuis son indépendance en 1830, de 2359 à 596[78].

- 6 janvier : Roy Jenkins prend ses fonctions de président de la Commission européenne pour succéder à François-Xavier Ortoli[79].
- 24 janvier : massacre de militants communistes rue Atocha à Madrid[80].

- 15 février : élections législatives danoises[81].
- 28 février : annonce de mesures d’austérité au Portugal. Dévaluation de l’escudo de 15 %[82]. Vente de 110 tonnes d’or accumulé par Salazar. Augmentation du loyer de l’argent et des tarifs publics. Hausse du prix des carburants.

- 3 mars : « Eurocommunisme ». Réunion à Madrid des Partis communistes espagnol, français et italien[83].

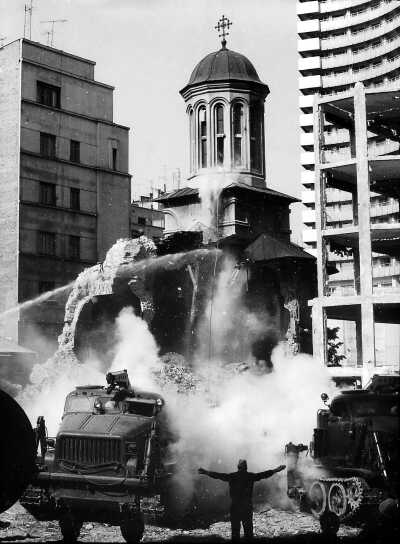
4 mars : tremblement de terre en Roumanie

- 4 mars : un tremblement de terre de magnitude 7,2 provoque 1578 victimes en Vrancea (République socialiste de Roumanie)[84].
- 15 mars : arrestation du dissident juif soviétique Anatoli Chtcharanski[85].
- 23 mars : le Premier ministre travailliste britannique James Callaghan conclut avec David Steel un pacte « Lib-Lab » qui donne aux Libéraux la possibilité de bloquer un texte avant qu’il soit soumis aux Communes (fin en juillet 1978)[86].
- 27 mars : accident aérien de Tenerife. La collision de deux avions de la Panam et de KLM provoque la mort de 582 personnes[87].
- 28 mars : 
  - rétablissement des liens diplomatiques entre l'Espagne et le Mexique, qui n’avait jamais reconnu l’Espagne franquiste[31].
  - dépôt de la candidature du Portugal à l’entrée dans la CEE[88].

- 22 avril : explosion catastrophique sur la plate-forme pétrolière d’Ekofisk, en mer du Nord[89].

- 19 mai : départ du dernier voyage de l’Orient-Express après 94 ans de service, reliant Paris à İstanbul[90].
- 25 mai : signature du Pacte communautaire ou pacte d’Egmont[91]. La Belgique est découpée en trois régions (flamande, wallonne, Bruxelles-Capitale) relativement autonomes.

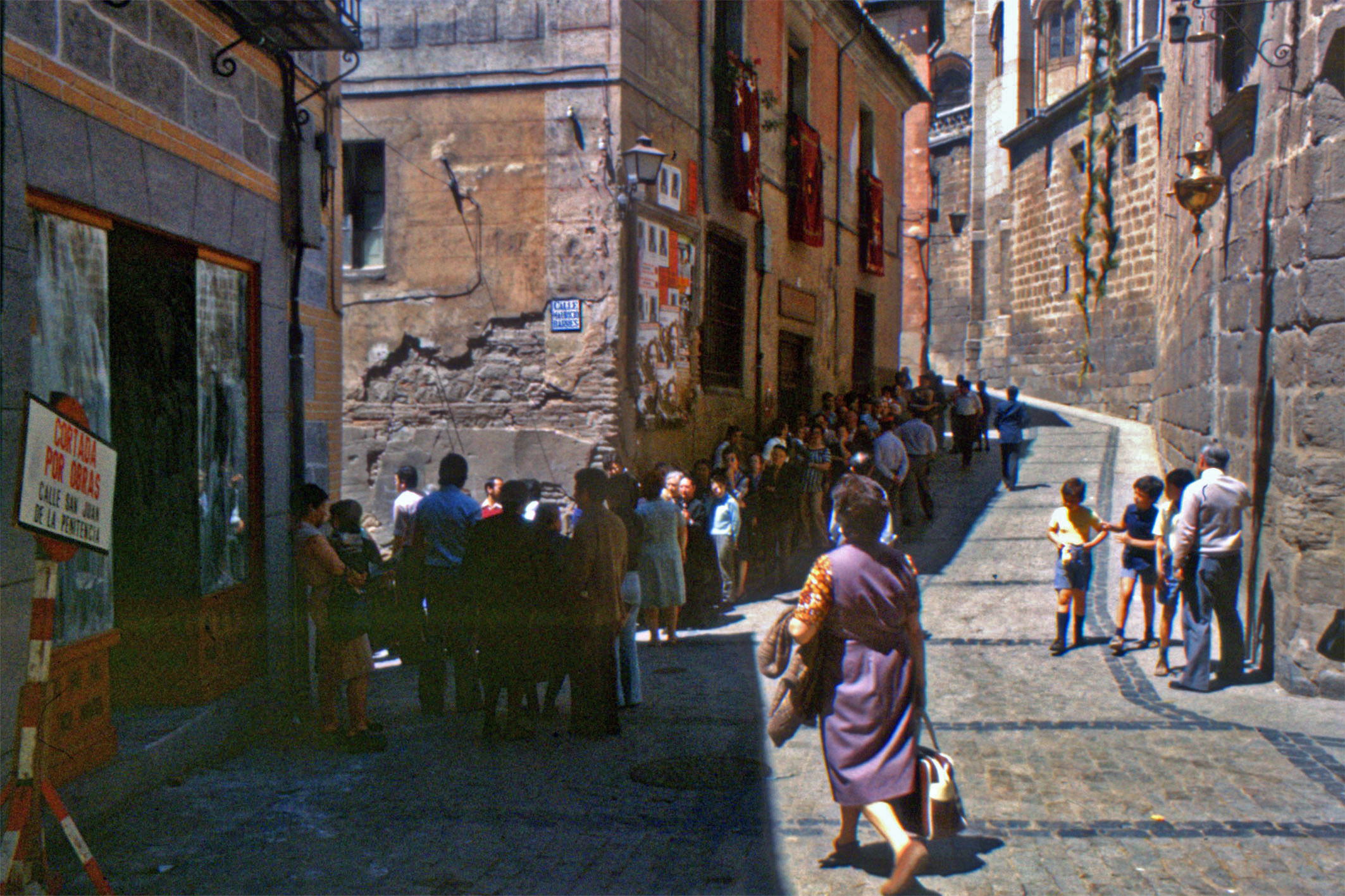
15 juin : les élections à Tolède.

- 15 juin : élections législatives en Espagne. Le PSOE obtient 29 % (118 sièges), le PCE 9 % (20 sièges), l’UCD d’Adolfo Suárez 34 % (165 sièges sur 350)[92].

- 16 juin :

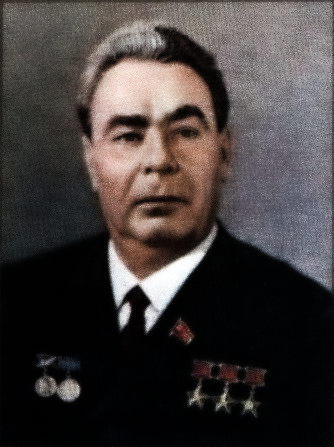
Léonid Brejnev en 1977.

  - Union soviétique : après le départ de Nikolaï Podgorny, éliminé du Politburo lors du plenum du Comité central le 24 mai, Léonid Brejnev cumule les fonctions de président du Conseil et de président du Soviet suprême[93].
  - victoire du Fianna Fáil de Jack Lynch aux élections générales irlandaises[94].
- 23 juin : sévère critique de l’« eurocommunisme » par l’URSS. La revue soviétique Temps Nouveaux publie un article contre le secrétaire du PCE Santiago Carrillo, auteur de « L’eurocommunisme et l’État », livre paru en avril[95].

- 4 juillet : gouvernement Suárez II présidé par Adolfo Suárez en Espagne[96].
- 8 juillet : loi n° 46/77 relative à la délimitation des secteurs publics et privés au Portugal[97], votée à l’issue d’un débat en vue de la « reprivatisation de l’économie ».
- 12 juillet : dévaluation de la peseta de 20 %[98]. L’Espagne qui bénéficie de la part de la CEE d’un statut privilégié de pays en voie de développement espère un coup de fouet supplémentaire à ses exportations.
- 27 juillet : candidature de l’Espagne à la CEE[88].

- 10 août : la loi 77/77 de réforme agraire, dite « loi Barreto », est approuvée par l’Assemblée au Portugal. Elle est promulguée le 21 septembre et publiée au journal officiel le 29 septembre[99].

- 4 septembre : déploiement des premiers SS-20 soviétiques en Europe de l’Est. Début de la crise des euromissiles[100] ; à partir de 1977, l’URSS déploie 396 missiles mobiles tactiques portant trois têtes nucléaires de 150 kilotonnes chacune, les SS-20 de portée intermédiaire, capables de frapper tous les centres urbains de l’Europe occidentale.
- 5 septembre : enlèvement à Cologne du président du patronat allemand Hanns Martin Schleyer par la Fraction armée rouge ; il est retrouvé mort le 19 octobre[101].
- 10 septembre : dernière exécution à la guillotine en France[102].
- 12 septembre : élections législatives norvégiennes du 12 septembre 1977[103].
- 29 septembre : rétablissement de la Généralité de Catalogne. Son ancien président Josep Tarradelas de retour d’exil le 23 octobre, constitue un gouvernement d’union nationale[104].
- 30 septembre : le Pays basque espagnol est doté d’un conseil général[104].

- 7 octobre : nouvelle constitution de l’URSS[100].
- 13 octobre : détournement d’un avion de la Lufthansa par un commando palestinien (en soutien à la Fraction armée rouge). Un commando spécial allemand libère les otages à Mogadiscio dans la nuit du 17 au 18 octobre[101].
- 14 octobre : loi d’amnistie générale en Espagne[92]. Retour des exilés (Dolores Ibárruri dite la Passionaria, Enrique Lister…).

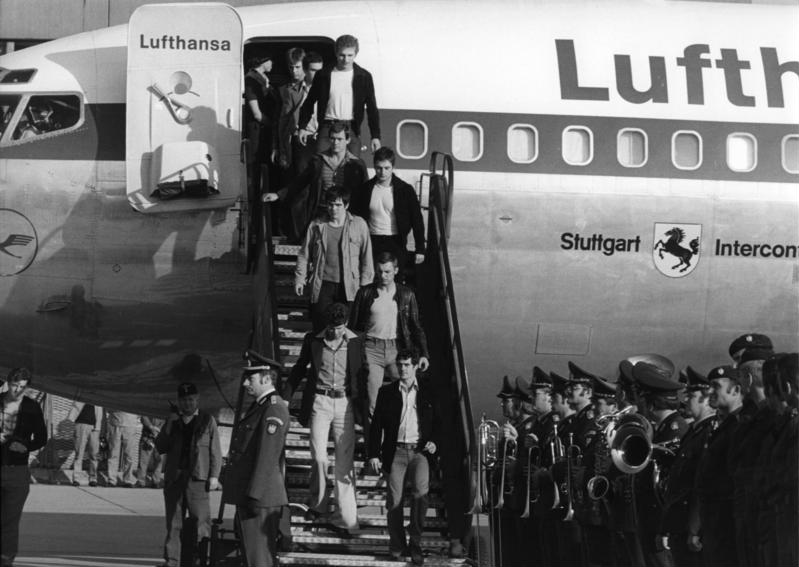
18 octobre : fin de la prise d’otages de l’avion de la Lufthansa.

- 18 octobre : suicide présumé des membres de la « Bande à Baader ». Mort d’Andreas Baader, Gudrun Ensslin, et Jan-Carl Raspe à la prison de Stammheim, en Allemagne[101].
- 19 octobre : assassinat d’Hanns Martin Schleyer par la Fraction armée rouge. Il est retrouvé mort près de Mulhouse[101].
- 25 octobre : pacte de la Moncloa signé par toutes les formations parlementaires en Espagne et voté par les Cortes le 27 octobre[105]. Il annonce le rétablissement de la démocratie, un plan économique et social devant l’ampleur de la crise (35 % d’inflation, un million de chômeurs…).
- 28 octobre : à l’International Institute for Strategic Studies de Londres, le chancelier allemand Helmut Schmidt met en garde les Occidentaux contre l’instauration d’un déséquilibre en Europe au profit des forces du Pacte de Varsovie à la suite du déploiement de SS-20 soviétiques en Europe de l’Est[106].

- 20 novembre : victoire de la Nouvelle Démocratie aux élections législatives grecques ; le PASOK devient le principal parti d’opposition[107]. Konstantínos Karamanlís forme un sixième gouvernement le 21 novembre, puis un septième le 28 novembre.

## Décès en 1977

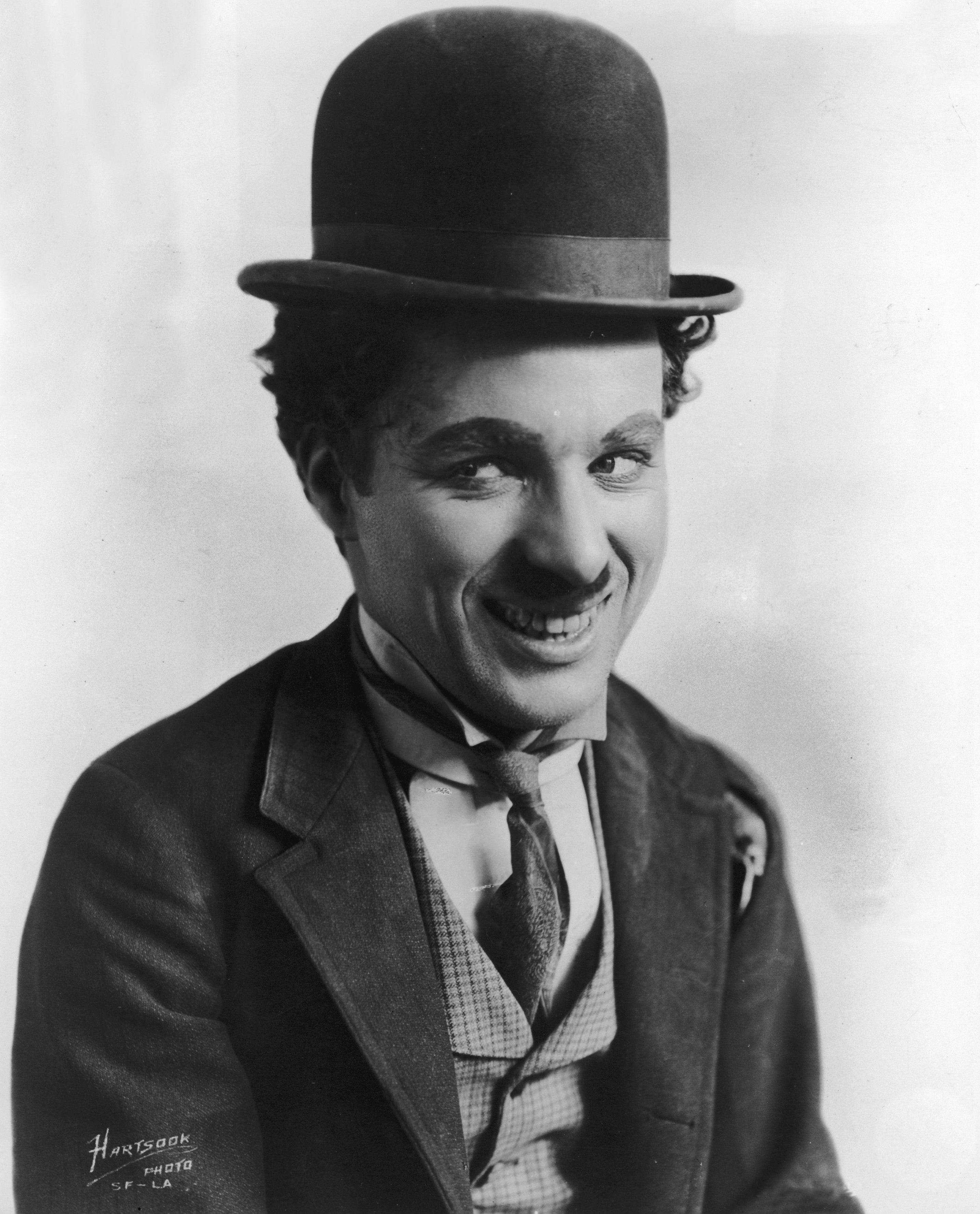
Charlie Chaplin.

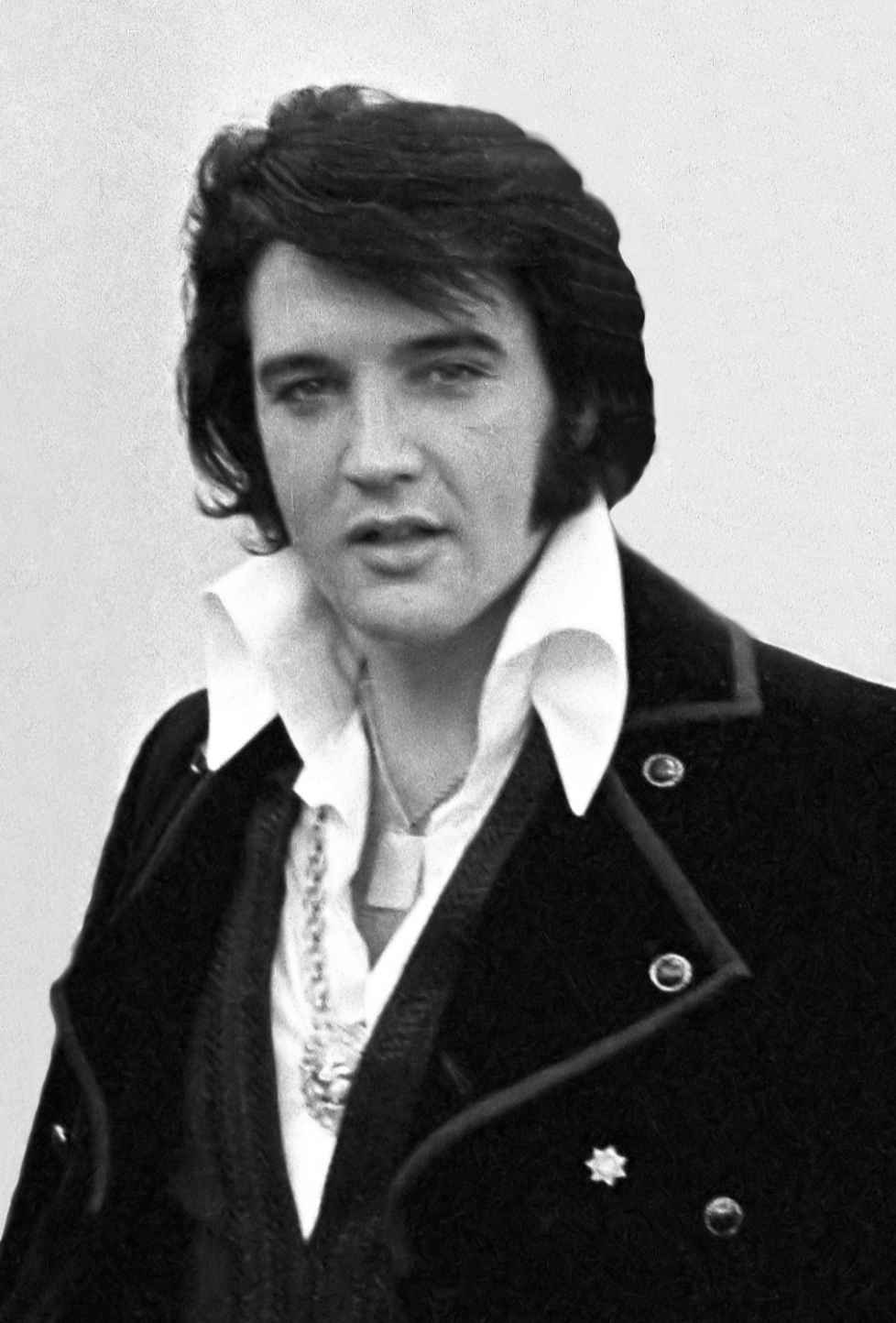
Elvis Presley

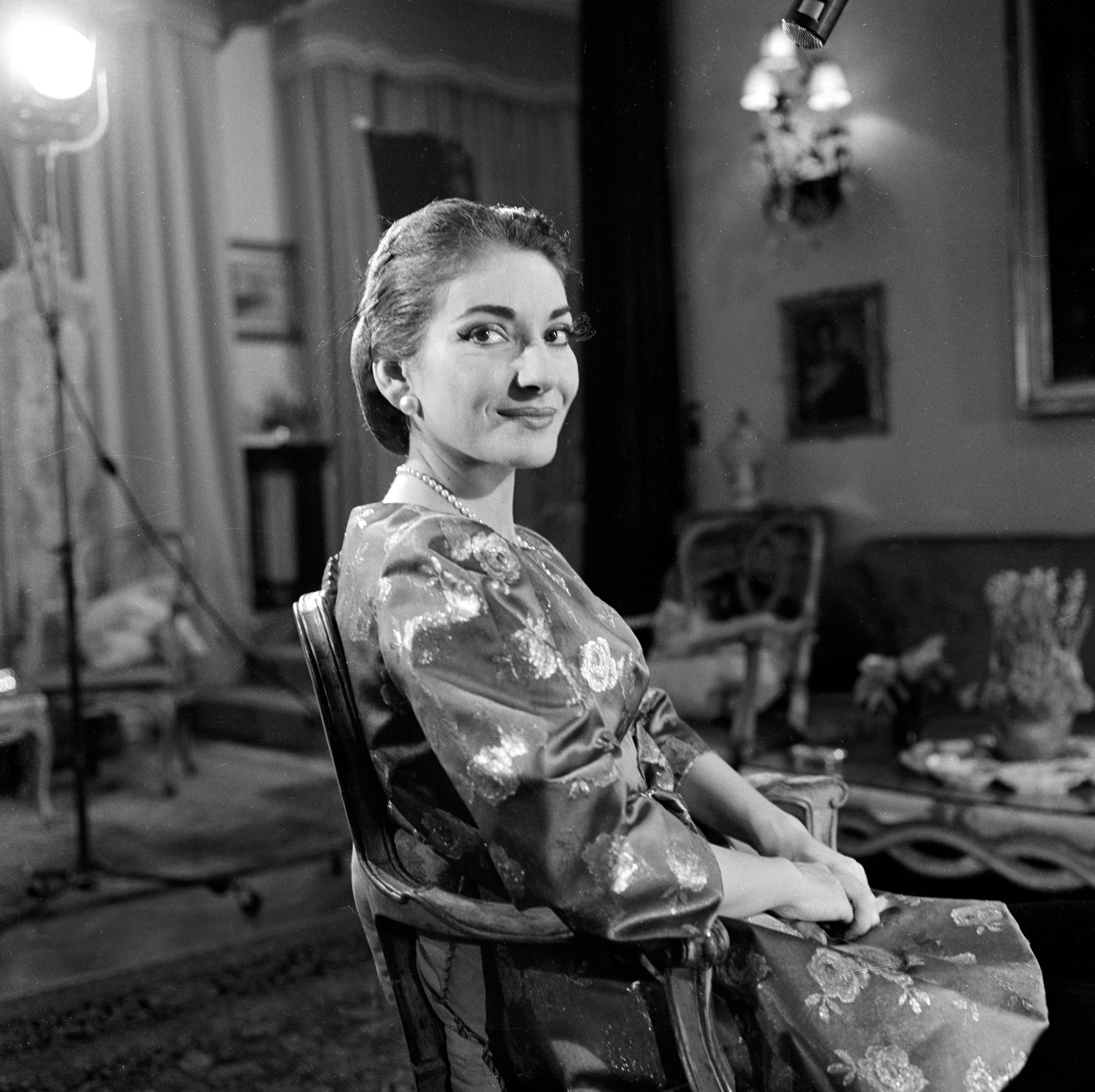
Maria Callas

Personnalités majeures décédées en 1977
- 12 janvier : Henri-Georges Clouzot (cinéaste français)
- 14 janvier : Anthony Eden (homme politique britannique)
- 11 avril : Jacques Prévert (poète et scénariste français)
- 10 mai : Joan Crawford (actrice américaine)
- 3 juin : Roberto Rossellini (cinéaste italien)
- 16 juin : Wernher von Braun (ingénieur allemand naturalisé américain)
- 2 juillet : Vladimir Nabokov (écrivain américain d’origine russe)
- 16 août : Elvis Presley (chanteur et acteur américain)
- 19 août : Groucho Marx (acteur américain)
- 4 septembre : Jean Rostand (biologiste et écrivain français)
- 16 septembre : Maria Callas (cantatrice gréco-américaine)
- 14 octobre : Bing Crosby (chanteur et acteur américain)
- 5 novembre : René Goscinny (scénariste de bandes dessinées)
- 25 décembre : Charlie Chaplin (acteur et cinéaste britannique)
- 26 décembre : Howard Hawks (cinéaste américain)